# Chronologie du hockey sur glace
 (janvier 2024).
Cette page propose un accès anti-chronologique aux évènements ayant marqué l’histoire du hockey sur glace.
2020 - 2010 - 2000 - 1990 - 1980 - 1970 - 1960 - 1950 - 1940 - 1930 - 1920 - 1910 - 1900 - Avant 1900

## Années 2020
- 2024 -
- 2023 -
- 2022 -
- 2021 -
- 2020 -

## Années 2010
- 2019 -
- 2018 -
- 2017 - Création du Hock'Efrei, la première équipe universitaire française de hockey sur glace, représentant l'école d'ingénieur généraliste en informatique et technologies du numérique EFREI Paris[1].
- 2016 -
- 2015 -
- 2014 - Le Canada répète son exploit de 2010 aux XXIIes Jeux olympiques d'hiver de Sotchi, Russie.
- 2013 -
- 2012 -
- 2011 -
- 2010 - Le Canada réalise un doublé historique en remportant la médaille d’or aux deux tournois olympiques, masculin et féminin aux XXIes Jeux olympiques d'hiver de Vancouver, Canada.

## Années 2000
- 2009 - La saison 2008-2009 marque le 100e anniversaires des Canadiens de Montréal.
- 2008 - 1er championnat du monde organisé au Canada. Nouveau coup du sort pour le pays organisateur, les Canadiens échouent en finale. Ils perdent 5 à 4 en prolongation (après avoir mené 4 à 2) face à des Russes revanchards.
- 2007 - La Russie échoue à devenir championne du monde à domicile. Elle finit à la 3e place et c’est le Canada qui remporte ce championnat après sa victoire sur la Finlande sur le score de 4 à 2.
- 2006 - Création de la Fédération française de hockey sur glace et séparation du hockey français de la FFSG.
- 2005 - La saison 2004-2005 de la LNH est officiellement annulée.
- 2004 - Lock-out à la LNH.
- 2003 - Le Canada champion du monde en s’imposant en finale 3-2 face à la Suède.
- 2002 - 1er titre de champion du monde pour la Slovaquie.
- 2001 - Après 22 saisons dans la ligue, Raymond Bourque gagne la Coupe Stanley en 2001. Il prend sa retraite à la fin de cette même saison.
- 2000 - Retour au jeu de Mario Lemieux après une retraite de trois ans et demi.

## Années 1990
- 1999 - le great one Wayne Gretzky tire sa révérence.
- 1998 - première participation des joueurs de la LNH au tournoi olympique, à Nagano. Premiers Jeux olympiques pour le hockey féminin.
- 1997 - Création du temple de la renommée de l’IIHF[2].
- 1996 - Les États-Unis remportent la première Coupe du monde qui remplace la Coupe Canada. C'est le plus grand succès international pour les États-Unis depuis le miracle sur glace de 1980[3].
- 1995 - La Finlande devient la septième nation à remporter le titre de championne du monde[3].
- 1994 - La saison régulière de la LNH est écourtée à cause d’une grève (lock-out) de 103 jours. Premier titre olympique pour la Suède[4].
- 1993 - les Canadiens de Montréal remportent leur 24e Coupe Stanley, un record dans la LNH.
- 1992 - les joueurs de la Communauté des États Indépendants remportent la médaille d’or aux JO d’Albertville
- 1991 - dernière participation des Soviétiques aux compétitions internationales.
- 1990 - premier championnat du monde féminin remporté par le Canada.

## Années 1980
- 1989 -
- 1988 - 7e médaille d’or de l’URSS aux Jeux olympiques.
- 1987 - La Suède remporte le championnat du monde. C'est la première fois depuis 1962 qu'une autre équipe que l'URSS et la Tchécoslovaquie remporte le championnat du monde.
- 1986 -
- 1985 -
- 1984 - 6e médaille d’or de l’URSS aux Jeux olympiques.
- 1983 -
- 1982 -
- 1981 -
- 1980 - Miracle sur glace : victoire de l’équipe des États-Unis sur l’Union soviétique lors du tournoi olympique de hockey sur glace.

## Années 1970
- 1979 - l’Association mondiale de hockey fusionne avec la LNH.
- 1978 -
- 1977 - Première édition du championnat du monde junior
- 1976 - Aux Jeux olympiques d’Innsbruck, l’équipe de l’URSS remporte sa 4e médaille d’or d’affilée, égalant le record du Canada
- 1975 -
- 1974 -
- 1973 -
- 1972 - Le Canada remporte la Série du siècle face à l’Union soviétique.
- 1971 - Création de l’Association mondiale de hockey
- 1970 -

## Années 1960
- 1969 -
- 1968 - Nouvelle médaille d’or pour les soviétiques, suivi par la Tchécoslovaquie. Les Canadiens arrivent en 3e position, battu par la Finlande dès le 2e match. Organisés à Grenoble, c’est toute la France qui découvre un sport et le succès populaire du tournoi entraine la création de nombreuses patinoires dans le pays[5].
- 1967 - la NHL qui était descendu à six franchises pendant 25 ans s’ouvre à six nouvelles villes.
- 1966 - Création de la Coupe d’Europe[6].
- 1965 -
- 1964 - Aux jeux d’Innsbruck, nouvelle médaille d’or pour les soviétiques. Suivent la Suède, la Tchécoslovaquie et la Canada à égalité de points. Le classement prenant en compte la différence de buts et pas les confrontations directes, c’est le Canada qui échoue au pied du podium, pour la première fois de l’histoire des jeux[7].
- 1963 - Premier repêchage amateur dans la LNH
- 1962 - Pour la première fois depuis 1950, les Canadiens de Montréal ne participent pas à la finale de la Coupe Stanley.
- 1961 - Les Black Hawks de Chicago remportent la Coupe Stanley, mettant fin à la séquence de cinq coupes consécutives des Canadiens de Montréal.
- 1960 - aux JO de 1960, première médaille d’or pour les États-Unis.

## Années 1950
- 1959 -
- 1958 -
- 1957 - Maurice Richard devient le premier joueur à marquer 500 buts dans la LNH.
- 1956 - Aux Jeux de Cortina d’Ampezzo, l’équipe soviétique réédite son exploit des championnats du monde, en remportant la médaille d’or dès leur première participation. Battus par les américains, le Canada ne finit que troisième de la compétition[8].
- 1955 -
- 1954 - L’URSS remporte son premier titre mondial à sa première participation aux championnats du monde[9].
- 1953 -
- 1952 - Aux Jeux d’Oslo, le Canada, remporte une nouvelle médaille d’or, dominant nettement le tournoi, bien que concédant un nul face aux américains et gagnant de justesse, à vingt secondes de la fin face à la Suède[10].
- 1951 - Les charges deviennent autorisées[11].
- 1950 -

## Années 1940
- 1949 - 2e titre mondial pour la Tchécoslovaquie.
- 1948 - Aux JO de Saint-Moritz, le Canada, à égalité de point avec la Tchécoslovaquie, remporte l’or, grâce à un meilleur goal average[12].
- 1947 - Premiers championnats du monde après la Seconde Guerre mondiale et 1er titre pour la Tchécoslovaquie.
- 1946 - Création du Championnat d'URSS[13].
- 1945 - Maurice Richard marque 50 buts en 50 matchs.
- 1944 -
- 1943 - fondation du Temple de la renommée du hockey[14].
- 1942 - la Fédération de hockey sur glace intègre la Fédération française des sports de glace.
- 1941 -
- 1940 -

## Années 1930
- 1939 -
- 1938 -
- 1937 -
- 1936 - première défaite olympique pour le Canada, le titre revenant à la Grande-Bretagne.
- 1935 -
- 1934 -
- 1933 -
- 1932 -
- 1931 -
- 1930 - premier championnat du monde de hockey remporté par le Canada à Chamonix en France.

## Années 1920
- 1929 -
- 1928 -
- 1927 -
- 1926 - la LNH, comptant alors 10 franchises, se partage en une division canadienne et une autre américaine.
- 1925 -
- 1924 - le hockey intègre désormais le calendrier des Jeux d’hiver, lors des premiers Jeux hivernaux, à Chamonix
- 1923 -
- 1922 -
- 1921 -
- 1920 - le hockey sur glace devient sport olympique. Premier titre olympique pour le Canada. Les États-Unis et le Canada rejoignent la Fédération internationale de hockey sur glace.

## Années 1910
- 1919
- 1918
- 1917 - création de la Ligue nationale de hockey.
- 1916
- 1915
- 1914
- 1913 - création du hors-jeu de ligne bleue et séparation du terrain en trois parties.
- 1912 -
- 1911 - Création du Championnat d’Allemagne[15].
- 1910 - premier Championnat d’Europe de hockey, remporté par la Grande-Bretagne à Montreux en Suisse. Premières ligues professionnelles en Amérique du Nord, l’Association nationale de hockey et la Pacific Coast League.

## Années 1900
- 1909 - fondation de la plus vieille équipe encore existante aujourd’hui : le Club de Hockey Canadien.
- 1908 - le patineur français Louis Magnus fonde la Fédération internationale de hockey sur glace.
- 1907
- 1906 - création du Championnat de France[16].
- 1905 - création de la FFH (fédération française de hockey).
- 1904
- 1903 - création de la première équipe professionnelle, les Portage Lakers, à Houghton (Michigan).
- 1902 - le premier match de hockey en Europe est disputé au Princes’ Skating Club à Knightsbridge, Angleterre[3].
- 1901
- 1900

## Avant 1900
- 1896 - fondation de la ligue américaine amateur de hockey à New York
- 1893 - attribution de la Coupe Stanley, créée par Lord Stanley, au champion amateur du Canada, l’équipe de hockey de l’Association athlétique amateur de Montréal. Premier match aux États-Unis entre l’université Yale et l’université Johns-Hopkins.
- 1886 - l’Association canadienne de hockey amateur introduit la notion de « punition », définit la rondelle (disque vulcanisé de un pouce d’épais sur trois pouces de diamètre) et éloigne les buts des extrémités de la patinoire.
- 1885 - introduction du jeu à Ottawa et création d’un club à l’Université d’Oxford.
- 1883 - Premier tournoi de hockey dans le cadre du Carnaval d’hiver de Montréal.
- 1880 - création du premier club, le McGill University Hockey Club
- 1877 - rédaction des règles[17] par des étudiants de l’Université McGill. Invention du palet[11]
- 1875 - premier match codifié au Victoria Skating Rink de Montréal.
- 1855 - match de hockey à Kingston mettant aux prises des soldats d'une garnison britannique.